# بنگت بنتسون
بنگت بنتسون (انگلیسی: Bengt Bengtsson; ۳۰ سپتامبر ۱۸۹۷ – ۱۰ اکتبر ۱۹۷۷) ژیمناست و سرهنگ ارتش اهل سوئد بود.